# Paavo Lukkariniemi
Paavo Lukkariniemi, född 14 april 1941 i Övertorneå, är en finländsk tidigare backhoppare som tävlade på 1950- och 1960-talet. Han representerade Ounasvaaran Hiihtoseuraa. 

## Karriär
Paavo Lukkariniemi deltog i tysk-österrikiska backhopparveckan säsongen 1965/1966. Han blev trea i öppningstävlingen i Oberstdorf och vann tävlingen i Garmisch-Partenkirchen. Efter en femteplats i tredje deltävlingen i Innsbruck, låg han tvåa i sammandraget efter landsmannen Veikko Kankkonen, men han misslyckades i sista deltävlingen i Bischofshofen där han blev nummer 20. Han tog fjärdeplatsen sammanlagt efter Kankkonen, Dieter Neuendorf från DDR och Bjørn Wirkola från Norge. Han deltog också i backhopparveckan 1964/1965. Då blev han nummer 22 sammanlagt.
Lukkariniemi tävlade i skid-VM som ägde rum i Oslo i Norge, vid Holmenkollen februari 1966. I stora backen (Holmenkollbacken) blev han nummer 13. I normalbacken (Midtstubacken) vann han en bronsmedalj efter Bjørn Wirkola och Dieter Neuendorf.
Paavo Lukkariniemi var den sista som satte backrekord i Vikersundbacken innan backen byggdes om till skidflygningsbacke. Han hoppade 116,5 meter 27 mars 1960. Han satte också backrekord i Vikkollen i Mjøndalen 1960 då han hoppade 86,5 meter. Lukkariniemi hoppade 129 meter i Oberstdorf 1961.